# Force régulière
La Force régulière des Forces canadiennes comprend les unités et les individus employés à temps plein en tant que militaires. Habituellement, les membres de la Force régulière ont signé des contrats à long terme pour un service régulier. Ils sont payés davantage et reçoivent plus d'avantages que les membres de la Première réserve et peuvent être envoyés dans des déploiements outre-mers. Il y a approximativement 65 251 réguliers dans les Forces canadiennes.

## Annexe